# Spilosoma imparilis
Spilosoma imparilis là một loài bướm đêm thuộc phân họ Arctiinae, họ Erebidae.